# Huỳnh Vĩnh Ái
 Huỳnh Vĩnh Ái (sinh năm 1957) là một chính khách Việt Nam. Ông từng là Ủy viên Ban cán sự Đảng, Thứ trưởng Bộ Văn hóa, Thể thao và Du lịch (Việt Nam).

## Lý lịch và học vấn
Huỳnh Vĩnh Ái sinh ngày 15 tháng 2 năm 1957, quê quán huyện Tam Bình, tỉnh Vĩnh Long.
Ông tốt nghiệp trường Nguyễn Ái Quốc, Thạc sĩ Kinh tế, Cử nhân Luật.

## Sự nghiệp
Ông từng giữ các chức vụ: Chánh văn phòng Tỉnh ủy Kiên Giang, Phó Chủ tịch Ủy ban nhân dân tỉnh Kiên Giang (phụ trách văn xã), Bí thư Huyện ủy huyện Tân Hiệp.
Ngày 19/9/2005, Thủ tướng Phan Văn Khải đã ký quyết định bổ nhiệm ông Huỳnh Vĩnh Ái - Tỉnh ủy viên, Bí thư Huyện ủy huyện Tân Hiệp (Kiên Giang) - giữ chức vụ Phó chủ nhiệm Ủy ban Thể dục Thể thao.
Tháng 8/2007, ông Huỳnh Vĩnh Ái, Phó Chủ nhiệm Ủy ban Thể dục Thể thao đã được Thủ tướng bổ nhiệm giữ chức Thứ trưởng Bộ Văn hóa, Thể thao và Du lịch.
Ngày 2/8/2012, Thủ tướng Nguyễn Tấn Dũng đã ban hành Quyết định 1017/QĐ-TTg về việc tái bổ nhiệm ông Huỳnh Vĩnh Ái giữ chức vụ Thứ trưởng Bộ Văn hóa, Thể thao và Du lịch (Việt Nam).
1/12/2017, Thủ tướng Chính phủ Nguyễn Xuân Phúc đã ký Quyết định nghỉ hưu đối với ông.